# 禁慾
禁慾（英語：Abstinence）
，是指一個人通過自我克制的方式阻止自己沉溺於某項可以令自己愉悅的活動，例如禁酒、禁药、禁食、戒毒都屬於禁慾。如果是宗教上的禁慾，則屬於苦修主义。

## 外部鏈接
- . . 1921.
- .  (第11版). London. 1911.